# Sornay (Górna Saona)
Sornay – miejscowość i gmina we Francji, w regionie Burgundia-Franche-Comté, w departamencie Górna Saona.
Według danych na rok 1990 gminę zamieszkiwało 219 osób, a gęstość zaludnienia wynosiła 35 osób/km² (wśród 1786 gmin Franche-Comté Sornay plasuje się na 528. miejscu pod względem liczby ludności, natomiast pod względem powierzchni na miejscu 704.).